# Barbara Frey (actrice, 1941)
Pour les articles homonymes, voir Frey et Barbara Frey (homonymie).
Barbara Frey, née le 17 novembre 1941 à Berlin (Allemagne), est une actrice allemande.

## Biographie
Après un apprentissage de tailleuse, Barbara Frey, à l'âge de seize ans, est castée pour le rôle principal du film Terminus amour (Endstation Liebe). Elle suit ensuite des cours de théâtre auprès de Marlise Ludwig et joue dans des productions comme L'Amour à vingt ans. Elle a ensuite joué dans divers films policiers et d'aventures.
Sur le tournage du western Tue et fais ta prière, elle rencontre l'acteur américain Mark Damon, qu'elle épouse en 1971. Le mariage dure deux ans.

## Filmographie partielle

### Au cinéma
- 1958 : Terminus amour (Endstation Liebe)
- 1959 : Die Wahrheit über Rosemarie
- 1960 : … und noch frech dazu!
- 1960 : Mit 17 weint man nicht
- 1960 : … und keiner schämte sich
- 1961 : Geständnis einer Sechzehnjährigen : Jutta Brandt
- 1961 : Vertauschtes Leben
- 1961 : Mann im Schatten
- 1961 : Was macht Papa denn in Italien?
- 1962 : Ich kann nicht länger schweigen
- 1962 : L'Amour à vingt ans (Liebe mit zwanzig)
- 1962 : Muß i denn zum Städtele hinaus
- 1964 : Unsere tollen Tanten in der Südsee
- 1964 : Das Haus auf dem Hügel
- 1964 : Nachtzug D 106
- 1964 : Les Cent Cavaliers (I cento cavalieri)
- 1965 : Kopfgeld für Ringo (Uno straniero a Sacramento)
- 1966 : Commissaire X dans les griffes du dragon d'or (Kommissar X - In den Klauen des goldenen Drachen)
- 1966 : Tue et fais ta prière (Requiescant)
- 1968 : Ein Mann namens Harry Brent (Durbridge-Mehrteiler)

### À la télévision
- 1965 : Sie schreiben mit  (épisode Die Kur, série télévisée)

## Récompenses et distinctions
- (en) Barbara Frey: Awards, sur l'Internet Movie Database